# Memecylon germainii
Memecylon germainii är en tvåhjärtbladig växtart som beskrevs av Abílio Fernandes och Rosette Mercedes Saraiva Batarda Fernandes. Memecylon germainii ingår i släktet Memecylon och familjen Melastomataceae. Inga underarter finns listade i Catalogue of Life.